# Canthium libericum
Canthium libericum là một loài thực vật có hoa trong họ Thiến thảo. Loài này được Dinkl. mô tả khoa học đầu tiên năm 1937.